# Spargania cenizata
Spargania cenizata là một loài bướm đêm trong họ Geometridae.